# ESET
ESET er et firma der laver antivirus-programmer. ESET har hovedkvarter i Bratislava i Slovakiet og er blevet grundlagt i 1992.  ESET har også lokale kontorer i San Diego i Californien, Wexford i Irland, København i Danmark, London i Storbritannien, Buenos Aires i Argentina og Prag i Tjekkiet.
ESETs første produkt var NOD, et antivirus-program for computere der kører MS-DOS.  I 1998, lancerede ESET programmet NOD32 v1.0 for Microsoft Windows. Version 2 udkom i 2003. I November 2007 lancerede ESET v3.0 og skiftede navnet fra NOD32 til ESET NOD32 Antivirus.  ESET har også udviklet ESET Smart Security, som er ESET NOD32 Antivirus med antispam og firewall funktionerne. Den 2. marts 2009 lancerede firmaet ESET NOD32 Antivirus & ESET Smart Security v4.0. I marts 2010 lancerede Eset ESET NOD32 Antivirus & ESET Smart Security v4.2, som er den nyeste version af deres antivirus-programmer.
ESET har også udviklet ESET Mobile Antivirus for Windows Mobile og Symbian brugere. Den beskytter mobiltelefoner for virus og den har også en antispam funktion for SMSer.
ESET NOD32 Antivirus og ESET Smart Security kan køre på Windows 2000, Windows XP, Windows Server 2003, Windows Vista, Windows Server 2008, Windows 7 og Windows Server 2008 R2 .
Eset har også produkter til at beskytte Linux og Mac, samt Microsoft Exchange.